# NGC 3800
NGC 3800 est une galaxie spirale intermédiaire située dans la constellation du Lion. NGC 3800 a été découverte par l'astronome germano-britannique William Herschel en 1784.

## Caractéristiques
La classe de luminosité de NGC 3800 est II et elle présente une large raie HI.

### Distance
Sa vitesse par rapport au fond diffus cosmologique est de 3 653 ± 24 km/s, ce qui correspond à une distance de Hubble de 53,9 ± 3,8 Mpc (∼176 millions d'al).
À ce jour, quatre mesures non basées sur le décalage vers le rouge (redshift) donnent une distance de 42,125 ± 1,162 Mpc (∼137 millions d'al), ce qui est tout à l'extérieur des valeurs de la distance de Hubble. Notons cependant que c'est avec la valeur moyenne des mesures indépendantes, lorsqu'elles existent, que la base de données NASA/IPAC calcule le diamètre d'une galaxie et qu'en conséquence le diamètre de NGC 3800 pourrait être d'environ 32,8 kpc (∼107 000 al) si on utilisait la distance de Hubble pour le calculer.

## Paire de galaxies en interaction
NGC 3799 et NGC 3800 sont deux galaxies en interaction gravitationnelle et elles figurent dans l'atlas des galaxies particulières de Halton Arp sous la cote Arp 83. Halton Arp décrit ces celles-ci comme un exemple de galaxies en présentant un pont de matière entre elles et ayant une brillance de surface élevée.

## Groupe de NGC 3800
La galaxie NGC 3800 fait partie d'un groupe de galaxies qui porte son nom. Le groupe de NGC 3800 compte au moins 16 membres. Les autres galaxies du New General Catalogue de ce groupe sont NGC 3768, NGC 3790, NGC 3799, NGC 3801, NGC 3802, NGC 3806, NGC 3827 et NGC 3853. Les autres galaxies du groupe sont UGC 6631, UGC 6653, UGC 6666, UGC 6794, MCG 3-30-33 et MCG 3-30-38.
Abraham Mahtessian mentionne aussi l'existence de ce groupe, mais seules les galaxies NGC 3768, NGC 3790, NGC 3801 et NGC 3827 y figurent. La galaxie NGC 3853 figure dans l'article de Mahtessian, mais sous une autre entrée où elle forme une paire de galaxie avec UGC 6666, désigné comme 1139+1618 (CGCG 1139,7+1648). De même, les galaxies NGC 3799 et NGC 3800 figurent aussi sous une autre entrée dans cet article comme une paire de galaxies.
La base de données NASA/IPAC indique que NGC 3800 est possiblement une galaxie du champ, c'est-à-dire qu'elle n'appartient pas à un amas ou un groupe et qu'elle est donc gravitationnellement isolée. Ce n'est manifestement pas le cas.